# Vero Salatić
Veroljub Salatić (Zvornik, Bosnia y Herzegovina, 14 de noviembre de 1985) es un exfutbolista suizo que jugaba de centrocampista. Desde julio de 2021 es entrenador del equipo sub-20 del F. C. Rapperswil-Jona.

## Selección nacional
Fue internacional con la selección de fútbol sub-21 de Suiza.

### Participaciones en Copas del Mundo
| Mundial                               | Sede         | Resultado    |
| ------------------------------------- | ------------ | ------------ |
| Copa Mundial de Fútbol Sub-20 de 2005 | Países Bajos | Primera fase |

## Clubes
| Club         | País   | Año       |
| ------------ | ------ | --------- |
| Grasshoppers | Suiza  | 2003-2011 |
| A. C. Omonia | Chipre | 2011-2012 |
| Grasshoppers | Suiza  | 2012-2015 |
| F. C. Sion   | Suiza  | 2015-2017 |
| F. C. Ufa    | Rusia  | 2017-2019 |
| Grasshoppers | Suiza  | 2019-2020 |

## Palmarés

### Títulos nacionales
| Título         | Club         | País   | Año  |
| -------------- | ------------ | ------ | ---- |
| Copa de Chipre | A. C. Omonia | Chipre | 2012 |
| Copa de Suiza  | Grasshoppers | Suiza  | 2013 |
| Copa de Suiza  | F. C. Sion   | Suiza  | 2015 |